# Wilhelm Deutsch
Wilhelm Deutsch (* 12. April 1877 in Gohr; † 22. März 1956 in Leverkusen) war ein deutscher Politiker (ZENTRUM, CDU).

## Leben und Beruf
Deutsch war Lehrer von Beruf und war unter anderem Rektor der Mädchenschule an der Dönhoffstraße in Leverkusen. Er wurde im Dezember 1956 mit dem Titel eines Stadtältesten von Leverkusen ausgezeichnet.

## Partei
In der Weimarer Republik gehörte Deutsch dem ZENTRUM an, dessen letzter Ortsvorsitzender in Leverkusen er bis 1933 war. Nach dem Zweiten Weltkrieg beteiligte er sich zunächst an der Wiedergründung des ZENTRUMS, trat aber 1947 zur CDU über.

## Abgeordneter
Deutsch gehörte 1946 dem ersten ernannten Landtag von Nordrhein-Westfalen an. Von 1948 bis 1952 war Mitglied des Rates der Stadt Leverkusen.